# Trevor Fitzroy
Trevor Fitzroy è un personaggio dei fumetti della Marvel Comics, un mutante, nemico degli X-Men, in particolar modo di Alfiere. Fu creato da Jim Lee e Whilce Portacio e la sua prima apparizione fu in Uncanny X-Men #281 (dell'Ottobre 1991).
Fitzroy proviene dallo stesso futuro distopico ed alternativo dal quale proviene Alfiere. Quest'ultimo è giunto nel mondo 616 (il mondo corrente della Marvel) proprio inseguendo Fitzroy attraverso uno dei suoi portali.

## Poteri e abilità
Egli è un mutante criminale che ha la possibilità di aprire portali di teletrasporto attraverso il tempo e lo spazio, assorbendo l'energia vitale delle altre persone (umani comuni o mutanti).